# Trematopygus lethierryi
Trematopygus lethierryi är en stekelart som beskrevs av Thomson 1894. Trematopygus lethierryi ingår i släktet Trematopygus och familjen brokparasitsteklar. Arten är reproducerande i Sverige. Utöver nominatformen finns också underarten T. l. graecator.